# 七分勇勝
七分 勇勝（しちぶ ゆうかつ）は、日本の研究者。北海道大学大学院地球環境科学研究院環境物質科学専攻准教授。

## 主な略歴
- 東京都出身。[2]
- 2001年3月 東京理科大学理学部物理学科卒業
- 2003年3月 東京理科大学大学院理学研究科物理学専攻修士課程修了
- 2006年3月 北陸先端科学技術大学院大学大学院材料科学研究科機能科学専攻博士後期課程修了
- 2006年4月 分子科学研究所研究員（ - 2007年12月）
- 2008年1月 北海道大学触媒化学研究センター研究員（ - 2008年3月）
- 2008年4月 北海道大学地球環境科学研究院研究員（ - 2010年2月）
- 2012年2月 グラスゴー大学化学科客員研究員（ - 2013年5月）
- 2010年2月 北海道大学地球環境科学研究院物質機能科学部門助教授（ - 2015年2月）
- 2015年2月 北海道大学地球環境科学研究院物質機能科学部門准教授（現職）

## 主な所属学会
- 日本化学会

など

## 主な受賞
- 2015年1月 日本化学会北海道支部奨励賞
- 2016年2月 北海道大学研究総長賞(奨励賞)
- 2017年3月 日本化学会 第31回 若い世代の特別講演会